# Buscemi (dj)
Dirk Swartenbroekx, beter bekend onder zijn artiestennaam Buscemi, is een Belgische dj en journalist.

## Biografie
Buscemi is de zoon van voormalig Het Belang van Limburg-hoofdredacteur Richard Swartenbroekx. Zelf is hij ook actief als journalist bij deze krant.
Buscemi's stijl kan omschreven worden als dansmuziek met latininvloeden, waaronder lounge, house, jazz, brazilian grooves, afrobeat en drum-'n-bass.
De cd Camino Real bevat housemuziek met funk- en latininvloeden. Aan deze cd hebben onder andere Isabelle Antena, Ted Milton en Michael Franti hun steentje bijgedragen. Op de cd Late Nite Reworks Vol. 1 zijn verschillende mixen te horen.
Buscemi geeft zijn muziek niet alleen uit op cd maar doet ook aan live-sets, ondersteund door zijn band met als drummer Luuk Cox, bassist Hans Mullens en trompettist Sam Versweyveld. Zo waren ze meermaals te gast op Rock Werchter, I Love Techno, Ten Days Off, Pukkelpop, Gentse Feesten, Dour Festival, Zeverrock en vele anderen.
Buscemi verzorgde ook de soundtrack van de dramaserie De Rodenburgs, een tv-serie over de intriges tussen twee schatrijke families in Kortrijk.
In de zomer van 2011 had hij een hit (O Sarracino) samen met Rocco Granata.
In augustus 2020 luisterde hij de opening van de Groenmarkt in Sint-Truiden op met een dj-set vanop de abdijtoren.

## Discografie

### Albums
| Album met hitnotering(en) in de Vlaamse Ultratop 200 albums   | Datum van verschijnen | Datum van binnenkomst | Hoogste positie | Aantal weken | Opmerkingen                       |
| ------------------------------------------------------------- | --------------------- | --------------------- | --------------- | ------------ | --------------------------------- |
| Our girl in Havana                                            | 30-04-2001            | 21-07-2001            | 8               | 27           |                                   |
| A warm Blue Note session - Blue Note's sidetracks vol. 2      | 22-02-2002            | 08-02-2003            | 30              | 6            |                                   |
| Camino real                                                   | 14-04-2003            | 19-04-2003            | 3               | 22           |                                   |
| Caliente! - Blue Note's sidetracks vol. 4                     | 2004                  | 10-04-2004            | 24              | 9            |                                   |
| Late nite reworks vol. 1 - A collection of remixes by Buscemi | 13-06-2005            | 18-06-2005            | 10              | 16           |                                   |
| Retro nuevo                                                   | 24-11-2006            | 02-12-2006            | 8               | 43           |                                   |
| Welcome to the party vol. 1                                   | 30-05-2008            | 07-06-2008            | 21              | 14           | met Squadra Bossa                 |
| Jazz works                                                    | 10-10-2008            | 18-10-2008            | 21              | 10           | met The Michel Bisceglia Ensemble |
| Vertov, l'uomo con la macchina da presa                       | 15-05-2009            | 23-05-2009            | 55              | 6            | met The Michel Bisceglia Ensemble |
| In situ                                                       | 16-11-2009            | 21-11-2009            | 18              | 19           |                                   |
| Rocco con Buscemi                                             | 24-06-2011            | 02-07-2011            | 25              | 18           | met Rocco                         |
| Nite people                                                   | 2012                  | 21-04-2012            | 7               | 9*           |                                   |
| Club sodade - Triple best of                                  | 2013                  | 06-04-2013            | 38              | 1*           |                                   |

### Singles
| Single met hitnotering(en) in de Vlaamse Ultratop 50 | Datum van verschijnen | Datum van binnenkomst | Hoogste positie | Aantal weken | Opmerkingen                            |
| ---------------------------------------------------- | --------------------- | --------------------- | --------------- | ------------ | -------------------------------------- |
| Seaside                                              | 2003                  | 12-04-2003            | tip11           | -            | met Isabelle Antena                    |
| Bollywood swing king                                 | 2006                  | 23-12-2006            | 39              | 5            |                                        |
| Sahib balkan                                         | 2007                  | 31-03-2007            | 49              | 1            |                                        |
| Dipso calypso                                        | 05-10-2009            | 28-11-2009            | 31              | 6            | met Lady Cath                          |
| 'O Sarracino                                         | 06-06-2011            | 25-06-2011            | 38              | 2            | met Rocco / Nr. 5 in de Radio 2 Top 30 |
| Rocco cha cha                                        | 2011                  | 19-11-2011            | tip89           | -            | met Rocco                              |
| Nite people                                          | 07-05-2012            | 19-05-2012            | tip59*          |              | met Assunta Mandaglio                  |
| La chatte                                            | 2013                  | 23-03-2013            | tip72*          |              | met DAAN                               |